# Хайлигенкройц-ам-Вазен
Хайлигенкройц-ам-Вазен (нем. Heiligenkreuz am Waasen) — ярмарочная коммуна в Австрии, в федеральной земле Штирия. 
Входит в состав округа Лайбниц.  Население составляет 1806 человек (на 31 декабря 2005 года). Занимает площадь 15,4 км².

## Политическая ситуация
Бургомистр коммуны — Франц Платцер (АНП) по результатам выборов 2005 года.
Совет представителей коммуны (нем. Gemeinderat) состоит из 15 мест.
- АНП занимает 9 мест.
- СДПА занимает 4 места.
- АПС занимает 1 место.